# Guioa lentiscifolia
Guioa lentiscifolia är en kinesträdsväxtart som beskrevs av Antonio José Cavanilles. Guioa lentiscifolia ingår i släktet Guioa och familjen kinesträdsväxter. Inga underarter finns listade i Catalogue of Life.